# Variabilitate genetică
Variabilitatea genetică este proprietatea ființelor vii de a-și schimba, (sub influența mediului și a eredității, a factorilor externi și interni), însușirile lor morfologice, fiziologice, biochimice, ecologice, de a se deosebi unele de altele.
Datorită variabilității, în natură nu există două ființe sau două organe perfect identice. Variabilitatea este contrariul eredității, deoarece prin variabilitate urmașii se îndepărtează de înfățișarea părinților (într-o măsură mai mică sau mai mare). Variabilitatea și ereditatea sunt totuși legate între ele prin sistemele de nucleoproteine din celulă.
Charles Darwin a constatat că organele plantelor și animalelor sunt supuse unor schimbări de amploare diferită (atât în stare spontană cât și prin domesticire), că prin variație și selecție în cadrul speciei apar varietăți și a dedus că varietățile sunt specii în formare.